# 몰타 대학교

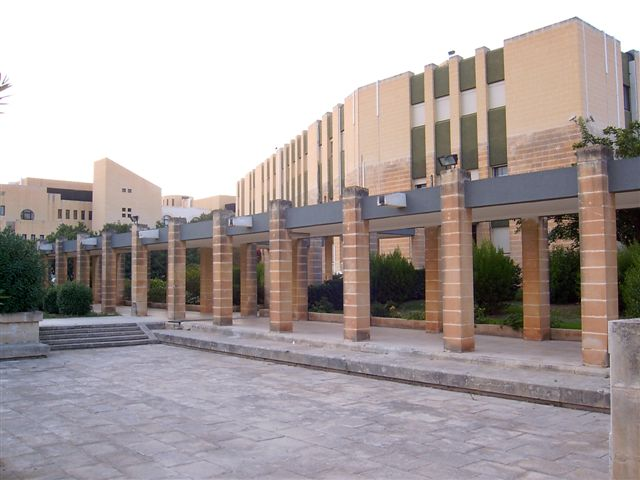
몰타 대학교

몰타 대학교(몰타어: L-Università ta' Malta, 영어: University of Malta)는 몰타 발레타에 위치한 공립 대학으로 몰타에서 규모가 큰 대학교이다. 600명에 달하는 교직원들이 근무하고 있으며 11,343명에 달하는 학생들이 재학 중이다.
1592년 11월 12일에 설립된 예수회 대학교가 전신이다. 1768년에 몰타에서 예수회가 추방된 이후에도 대학교는 잔류했고 교수들 또한 지위를 유지했다. 1769년 11월 22일에 지금과 같은 몰타 대학교가 설립되었다.